# Філософія психіатрії
Філософія психіатрії досліджує філософські питання, що стосуються психіатрії та психічних захворювань. Філософ науки і медицини Домінік Мерфі виділяє три сфери дослідження у філософії психіатрії. Перший стосується дослідження психіатрії як науки з використанням інструментів філософії науки більш широко. Друга тягне за собою розгляд понять, що використовуються при обговоренні психічних захворювань, включаючи досвід психічного захворювання, та нормативні питання, які він порушує. Третя область стосується зв’язків і розривів між філософією свідомості та психопатологією.